# Pablo Montero
Óscar Daniel Hernández Rodríguez (Torreón, Coahuila, 23 de agosto de 1974), conocido artísticamente como Pablo Montero, es un cantante y actor mexicano.

## Carrera
Su género musical es principalmente el ritmo mexicano de ranchera, influido principalmente por su padrino, Vicente Fernández.
En el año 1995 inicia su participación en telenovelas personificandose a sí mismo en la telenovela Lazos de amor, protagonizada por Lucero y Luis José Santander.
En 1998 recibe el ofrecimiento del productor Juan Osorio a integrarse en la telenovela Vivo por Elena, que protagonizaron Victoria Ruffo y Saúl Lisazo.
En 2000, Pablo protagoniza Abrázame muy fuerte, con los actores Fernando Colunga y Aracely Arámbula. En 2002 regresó con el personaje de 'Ánimas' en Entre el amor y el odio.
En 2003 graba en Miami la telenovela Rebeca, junto a Mariana Seoane y Ricardo Álamo.
En 2004 Protagoniza la película El Soñador, una producción italo-mexicana, interpretando a Héctor.
En 2005 participó en el concierto homenaje ¡Selena Vive!, cantando a dúo con Mariana Seoane la música Buenos amigos.
En 2006 protagoniza en la telenovela Duelo de pasiones con Ludwika Paleta.
En 2008 actuó en Fuego en la sangre, como 'Franco Reyes', siendo uno de los protagonistas de la telenovela, junto a Eduardo Yáñez y Jorge Salinas.
En 2010 trabajó en Triunfo del amor junto con Victoria Ruffo.
En agosto de 2011 se Casa con Carolina Van Wienlink, en febrero de 2012 se convierten en padres de una niña que bautizan con el nombre de Carolina Hernández Van Wienlink, y nuevamente en mayo de 2014 nace otra niña bajo el nombre de Daniela Hernández Van Wienlink.
A mediados del 2012, regresa a las telenovelas con el personaje de «El Coloso de Apodaca» en Qué bonito amor, al lado de Jorge Salinas y Danna García.
En el año 2014 interpreta el papel de Diego Lascuráin en la telenovela Mi corazón es tuyo.
En el año 2015 hace una participación especial en la telenovela Lo imperdonable, interpretando al hermano menor del protagonista Iván Sánchez.
En el año 2019 participa en la bioserie Silvia Pinal, frente a ti, personificando al escritor y director de cine Gustavo Alatriste.
En el 2022 participa en la serie biográfica El último rey, personificando a Vicente Fernández.

## Problemas legales
En febrero de 2023, una mujer lo acusó de abuso sexual, hechos que presuntamente ocurrieron en enero, Montero declaró ante la Fiscalía de Chiapas.

## Filmografía

### Televisión
| Año       | Título                       | Personaje                              | Notas                               |
| --------- | ---------------------------- | -------------------------------------- | ----------------------------------- |
| 1995-1996 | Lazos de amor                | Óscar Hernández                        | 97 episodios                        |
| 1998      | Vivo por Elena               | Luis Pablo Moreno                      | 22 episodios                        |
| 1998-2006 | Mujer, casos de la vida real | Varios personajes                      | 20 episodios                        |
| 1999      | Nunca te olvidaré            | Álvaro Cordero                         | 88 episodios                        |
| 2000-2001 | Abrázame muy fuerte          | José María Montes                      | 135 episodios                       |
| 2002      | Entre el amor y el odio      | Álamos "Ánimas" Caritativa             | 28 episodios                        |
| 2003      | Rebeca                       | Martín García                          | 138 episodios                       |
| 2004      | La hora pico                 | Él mismo / Varios personajes           | Episodio: "Invitado: Pablo Montero" |
| 2005      | Olvidarte jamas              | Él mismo                               | 2 episodios                         |
| 2006      | Duelo de pasiones            | Emilio Valtierra                       | 126 episodios                       |
| 2007      | Yo amo a Juan Querendón      | Él mismo                               | 1 episodio                          |
| 2008      | Fuego en la sangre           | Franco Reyes                           | 205 episodios                       |
| 2010-2011 | Triunfo del amor             | Cruz Robles                            | 130 episodios                       |
| 2012      | Una familia con suerte       | Él mismo                               | 2 episodios                         |
| 2012-2013 | Qué bonito amor              | Óscar Fernández "El Coloso de Apodaca" | 146 episodios                       |
| 2014-2015 | Mi corazón es tuyo           | Diego Lascuráin                        | 177 episodios                       |
| 2015      | Lo imperdonable              | Demetrio Silveira                      | 33 episodios                        |
| 2019      | Silvia Pinal, frente a ti    | Gustavo Alatriste                      | 6 episodios                         |
| 2019-2020 | Soltero con hijas            | Rodrigo Montero                        | 87 episodios                        |
| 2022      | El último rey                | Vicente Fernández                      | 30 episodios                        |

### Discografía
- Dónde estás corazón (1999)
- Qué voy hacer sin ti (2000)
- Pídemelo todo (2002)
- Gracias: Homenaje a Javier Solís (2003)
- Con la bendición de Dios (2004)
- A toda Ley  (2005)
- Que bonita es mi tierra... y sus canciones (2006)
- Mi tesoro norteño (2007)
- Olvidarte jamás (2009)
- El abandonado (2011)
- Que bonito amor (2012)
- No te quedes con la duda (2015) Ep
- Que pregunta muchacho • Ft Gildardo Gutiérrez. (2017)
- Si vas a amarme (2019)
- Yo busco una mujer (2020)
- Aprendimos (2021)
- Que me digan viejo (2021)
- No es por presumir (2021)
- Árbol sin hojas (2022)

### Concursos
| Año  | Reality Show                | Resultado     | Nota                                                            |
| ---- | --------------------------- | ------------- | --------------------------------------------------------------- |
| 2017 | ¡Mira Quién Baila!          | 3° Eliminado  | Fundación: The National Center on Addiction and Substance Abuse |
| 2021 | Las estrellas bailan en Hoy |               | Pareja de baile: Andrea Escalona                                |
| 2021 | La casa de los famosos      | 5.º finalista |                                                                 |
| 2022 | ¿Quién es la máscara?       | Elvestrus     |                                                                 |

## Premios y nominaciones

### Premios TVyNovelas
| Año  | Categoría                            | Telenovela          | Resultado |
| ---- | ------------------------------------ | ------------------- | --------- |
| 1999 | Mejor actor de reparto               | Vivo por Elena      | Nominado  |
| 2001 | Mejor actor de reparto               | Abrázame muy fuerte | Ganador   |
| 2014 | Mejor actor coestelar                | Qué bonito amor     | Nominado  |
| 2014 | El más guapo                         | Qué bonito amor     | Nominado  |
| 2020 | El más guapo                         | Soltero con hijas   | Pendiente |
| 2020 | Pareja favorita (con Laura Vignatti) | Soltero con hijas   | Pendiente |